# Stephan Herzberg
Stephan Herzberg (* 1978 in Frankfurt am Main) ist ein deutscher Philosoph.

## Leben
Er besuchte von 1984 bis 1988 die Grundschule Oberursel-Weißkirchen und von 1988 bis 1997 die Bischof-Neumann-Schule. Daneben bildete er sich zum nebenamtlichen Kirchenmusiker aus. Von 1997 bis 1998 leistete er den Wehrdienst. Das Studium der Philosophie (1998–2000) an der Hochschule für Philosophie schloss er mit Bakkalaureat in Philosophie ab. An der PTH Sankt Georgen und der Johann Wolfgang Goethe-Universität Frankfurt am Main studierte er von 2000 bis 2001 Philosophie und katholische Theologie. Das Studium der Philosophie, Gräzistik und katholischen Theologie an der Eberhard Karls Universität Tübingen (2002–2004) schloss er als Magister in Philosophie und katholischer Theologie ab. Von 2004 bis 2007	war er Wissenschaftlicher Angestellter im DFG-Projekt Aristoteles’ Epistemologie im Zusammenhang seiner theoretischen Hauptschriften bei Otfried Höffe. Nach der Promotion 2008 zum Dr. phil. forschte er 2008 als Visiting Scholar an der University of Toronto und Gastwissenschaftler am Pontifical Institute of Mediaeval Studies. Von 2008 bis 2012 war er Wissenschaftlicher Assistent am Lehrstuhl für philosophische Grundfragen der Theologie in Tübingen bei Johannes Brachtendorf und Lehrbeauftragter am Philosophischen Seminar. Das Ergänzungs- und Aufbaustudium in Katholischer Theologie (2008–2012) schloss er mit dem Lic. theol. Von 2010 bis 2015 war er Kollegiat der Heidelberger Akademie der Wissenschaften. Zum Dozenten für Philosophie an der Philosophisch-Theologischen Hochschule Sankt Georgen wurde er 2012 ernannt. Einen Lehrauftrag an der Universität Innsbruck hatte er 2015. Nach der Habilitation in Innsbruck 2016 mit der Arbeit Moral, Glück, Gott und Erteilung der Lehrbefugnis für das Fach Christliche Philosophie wurde er 2017 zum Professor für Geschichte der Philosophie und Praktische Philosophie ernannt.
Seine Forschungsschwerpunkte sind Aristoteles (Theorie der Wahrnehmung, Hylemorphismus; Ethik), Thomas von Aquin (Ethik-Kommentar; Glückslehre, lex-Traktat), Normenbegründung, intrinsece malum und Philosophie der Liebe.

## Schriften (Auswahl)
- Wahrnehmung und Wissen bei Aristoteles. Zur epistemologischen Funktion der Wahrnehmung (= Quellen und Studien zur Philosophie. Band 97). De Gruyter, Berlin/New York 2011, ISBN 3-11-021236-6 (zugleich Dissertation, Tübingen 2008).
- als Herausgeber mit Johannes Brachtendorf: Einheit und Vielheit als metaphysisches Problem (= Collegium Metaphysicum, Band 3). Mohr Siebeck, Tübingen 2011, ISBN 3-16-151033-X.
- Menschliche und göttliche Kontemplation. Eine Untersuchung zum bios theoretikos bei Aristoteles (= Schriften der Philosophisch-historischen Klasse der Heidelberger Akademie der Wissenschaften. Band 51). Universitätsverlag Winter, Heidelberg 2013, ISBN 3-8253-6164-0 (zugleich Lizentiatsarbeit, Tübingen 2012).
- als Herausgeber mit Dirk Brantl und Rolf Geiger: Philosophie, Politik und Religion. Klassische Modelle von der Antike bis zur Gegenwart. Otfried Höffe zum 70. Geburtstag. Akademie Verlag, Berlin 2013, ISBN 978-3-05-006438-3.
- als Herausgeber mit Johannes Brachtendorf: Vergebung. Philosophische Perspektiven auf ein Problemfeld der Ethik. mentis, Münster 2014, ISBN 978-3-89785-631-8.
- als Herausgeber mit Heinrich Watzka: Transzendenzlos glücklich? Zur Entkoppelung von Ethik und Religion in der postchristlichen Gesellschaft (= Frankfurter Theologische Studien, Band 75). Aschendorff, Münster 2016, ISBN 3-402-16064-1.